# Polsat Sport 3
Polsat Sport 3 (bis 2024 Polsat Sport News) ist ein polnischer Fernsehsender, der am 30. Mai 2011 seinen Sendebetrieb aufnahm.

## Geschichte
Polsat Sport News startete am 30. Mai 2011. Am 25. Mai 2011 gab es schon Tests in DVB-T. Vom 30. Mai 2011 bis zum 2. Januar 2017 war Polsat Sport News in DVB-T in SDTV frei empfangbar. Am 2. Januar 2017 startete die HDTV-Version des Senders und die SDTV-Version wurde durch Super Polsat ersetzt. Der Wechsel in die HDTV-Version änderte nichts an dem Programm. 2024 wurde der Sender in Polsat Sport 3 umbenannt.

## Logos

2016 bis 2021
2021 bis 2024
Seit 2024